# Кабаяма Сукэнори
Кабаяма Сукэнори (яп. 【樺山資紀】, かばやますけのり; 9 декабря 1837 — 8 февраля 1922) — японский государственный, военный и политический деятель. Офицер Императорского флота Японии, адмирал (с 1865 года). Родился в Кагосиме, провинция Сацума, Япония. Происходил из самурайского рода Кабаяма. Генерал-суперинтендант японской полиции (23 октября 1880 — 13 декабря 1883). 4-й и 5-й министр флота (17 мая 1890 — 8 августа 1892). 6-й начальник Генерального штаба Императорского флота (17 июля 1894 — 11 мая 1895). Первый генерал-губернатор Тайваня (10 мая 1895 — 2 июня 1896). 15-и министр внутренних дел (20 сентября 1896 — 12 января 1898). 14-й министр культуры (8 ноября 1898 — 9 октября 1900). Участник сацумско-британской (1863), гражданской (1868—1869), тайваньской (1874), юго-западной (1877) и японско-цинской (1894—1895) войн. Оставил службу 20 ноября 1910 года.
Член Тайного совета (8 августа 1892 — 17 июля 1894, 2 июня 1896 — 20 сентября 1896, 21 октября 1904 — 8 февраля 1922). Граф, чиновник 1-го младшего ранга. Награждён Орденом Золотого коршуна 2-й степени и Орденом хризантемы 1-й степени. Умер в Токио, Япония.